# Никола Кърджиев
Никола Славейков Кърджиев, наречен Смирненски, е български революционер, одрински деец на Вътрешната македоно-одринска революционна организация.

## Биография
Роден е в 1875 година в Лозенград, тогава в Османската империя, днес Къркларели, Турция. В 1900 година завършва българската гимназия в Одрин. Влиза във ВМОРО и от пролетта на 1902 до април 1903 година е ръководител на околийския революционен комитет в родния си град. Брат му Атанас Кърджиев също е революционен деец. Делегат е на конгреса на Петрова нива. След Илинденско-Преображенското въстание заминава за Русия, където завършва медицина.